# Pistol Opera
Pistol Opera (ピストルオペラ?, Pisutoru Opera) è un film del 2001, diretto da Seijun Suzuki. Fu presentato alla 58ª Mostra internazionale d'arte cinematografica di Venezia.

## Trama
Miyuki Minazuki, soprannominata Gatta Randagia, è la numero 3 della lista dei migliori killer giapponesi. Solitaria e misteriosa, la donna viene suo malgrado coinvolta in una gara ad eliminazione per decretare il miglior killer del Giappone. Gatta Randagia incontra e uccide una serie di killer, come il Maestro e il Chirurgo Insensibile, e incontra una strana bambina di nome Sayoko, che le chiede di diventare una killer.
Guidata e consigliata da una donna con il volto velato, Gatta Randagia scopre che l'artefice della gara è proprio la sua migliore amica, conosciuta come Cento Occhi. La resa dei conti tra le due donne si svolge in un palcoscenico onirico e Gatta Randagia ha la meglio, divenendo così la killer numero uno. La ragazza si trova però davanti ad un vecchio killer, ex numero uno, che non vuole cedere lo scettro. Invece di affrontarlo, Gatta Randagia si suicida davanti all'uomo, sparandosi al cuore.

## Stile
Il film scardina le regole dello Yakuza movie, non avendo una trama vera e propria bensì una serie di immagini dall'evidente matrice teatrale, suffragate da una fotografia pop, da una recitazione fredda e da un montaggio pieno di ellissi.

## Collegamenti ad altre pellicole
Pur non essendo ufficialmente né un remake né un sequel de La farfalla sul mirino, diretto da Suzuki nel 1967, Pistol Opera presenta degli evidenti rimandi alla pellicola precedente:
- L'inquadratura iniziale del killer che cade dal tetto della stazione di Tokyo è quasi uguale a una sequenza presente in La farfalla sul mirino.[2]
- Nel film torna il personaggio di Goro Hanada, già presente in La farfalla sul mirino.[2]

## Riconoscimenti
- 2002 - Brisbane International Film Festival
  - Premio FIPRESCI a Seijun Suzuki